# When You Close Your Eyes
«When You Close Your Eyes» —en castellano: «Cuando cierras tus ojos»— es una canción interpretada por la banda estadounidense de hard rock Night Ranger  y fue compuesta por Jack Blades, Brad Gillis y Alan Fitzgerald. Es la séptima melodía del álbum Midnight Madness, lanzado al mercado por MCA Records en 1983.

## Publicación y contenido
Grabado en 1983, el tema fue elegido para ser el tercer sencillo comercial del álbum Midnight Madness y fue publicado en 1984,  siendo producido por Pat Glasser. En el lado B del vinilo se numeró la pista «Why Love Does Have to Change» —traducido del inglés: «Porqué el amor tiene que cambiar»—, escrita por Jack Blades.

## Recepción
La canción logró buena aceptación en los Estados Unidos, pues logró posicionarse en el puesto 14.º del Billboard Hot 100 y el Mainstream Rock Tracks en 1984,  mientras que a finales de septiembre de ese mismo año, «When You Close Your Eyes» se ubicó en el 41.er lugar en los listados de la revista especializada canadiense RPM.

## Lista de canciones
| Lado A |                            |                                             |               |          |  |
| N.º    | Título                     | Escritor(es)                                | Voz principal | Duración |  |
| 1.     | «When You Close Your Eyes» | Jack Blades / Brad Gillis / Alan Fitzgerald | Kelly Keagy   | 4:02     |  |

| Lado B |                                |              |               |          |  |
| N.º    | Título                         | Escritor(es) | Voz principal | Duración |  |
| 2.     | «Why Love Does Have to Change» | Jack Blades  | Jack Blades   | 3:47     |  |
| 7:49   |                                |              |               |          |  |

## Créditos
- Jack Blades — voz principal y bajo.
- Kelly Keagy — voz principal y batería.
- Brad Gillis — guitarra y coros.
- Jeff Watson — guitarra.
- Alan Fitzgerald — teclados y coros.

## Posicionamiento en las listas
| Año  | País           | Lista                            | Posición máxima |
| ---- | -------------- | -------------------------------- | --------------- |
| 1984 | Canadá         | RPM Magazine Top 100 Singles     | 41.º            |
| 1984 | Estados Unidos | Billboard Hot 100                | 14.º            |
| 1984 | Estados Unidos | Billboard Mainstream Rock Tracks | 14.º            |